# Roderick MacKinnon
Roderick MacKinnon (ur. 19 lutego 1956 w Burlington, Massachusetts, Stany Zjednoczone) – amerykański biochemik, laureat Nagrody Nobla w dziedzinie chemii w 2003 roku (razem z Peterem Agre).

## Życiorys
Roderick MacKinnon urodził się w 19 lutego 1956 roku w Burlington (stan Massachusetts). Był czwartym z siedmiorga dzieci urzędnika pocztowego i nauczycielki. Ojciec później ukończył studia i został programistą komputerowym. 
MacKinnon początkowo studiował na University of Massachusetts Boston, po pierwszym roku przeniósł się na Uniwersytet Brandeisa, gdzie w 1978 roku uzyskał B.A. z biochemii, a następnie kształcił się w Szkole Medycyny na Tufts University. W 1982 roku uzyskał dyplom lekarza i przez kilka lat pracował w zawodzie. W latach 1982–1985 odbył staż w zakresie medycyny wewnętrznej w Beth Israel Hospital w Bostonie. W 1986 roku zdecydował się na powrót do pracy naukowej i rozpoczął staż podoktorski na Uniwersytecie Brandeisa. W 1989 roku przeniósł się na Uniwersytet Harvarda, a w 1996 roku na Uniwersytet Rockefellera, gdzie został profesorem i kierownikiem laboratorium. W 1997 roku uzyskał stanowisko badawcze w Instytucie Medycznym Howarda Hughesa.
Badania prowadzone przez Rodericka MacKinnona dotyczyły głównie kanałów jonowych. Aby wyjaśnić zjawisko „filtrowania” jonów przez kanały (przepuszczania wybranych jonów przez kanał, a blokowania innych), MacKinnon zastosował metody rentgenostrukturalne. W 1998 roku wyznaczył pełną trójwymiarową strukturę jednego z kanałów jonowych, transportującego potas przez błony komórkowe. Budowa kanału odkrytego przez MacKinnona powodowała, że jon potasu łatwo oddzielał się od otaczających go cząsteczek wody i przechodził na drugą stronę. Mechanizm ten nie działał dla jonów sodu. MacKinnon zaobserwował również układ molekularny działający jak czujnik, reagujący na warunki panujące w otoczeniu komórki, wysyłając sygnały otwierające i zamykające kanał w odpowiednich momentach.
W 2003 roku Roderick MacKinnon został (wraz z Peterem Agre) uhonorowany Nagrodą Nobla w dziedzinie chemii za prace nad odkryciem kanałów jonowych w błonach komórkowych. MacKinnon został w szczególności nagrodzony „za badania strukturalne i mechanistyczne kanałów jonowych”, zaś Peter Agre za odkrycie kanałów wodnych.

## Nagrody
- 1997 – Newcomb Cleveland Prize[5]
- 1999 – Albert Lasker Award for Basic Medical Research[3]
- 2000 – Rosenstiel Award[3]
- 2001 – Canada Gairdner International Award[3]
- 2001 – Perl-UNC Prize[3]
- 2003 – Nagroda Nobla w dziedzinie chemii[3]
- 2003 – Louisa Gross Horwitz Prize[3]